# Etón

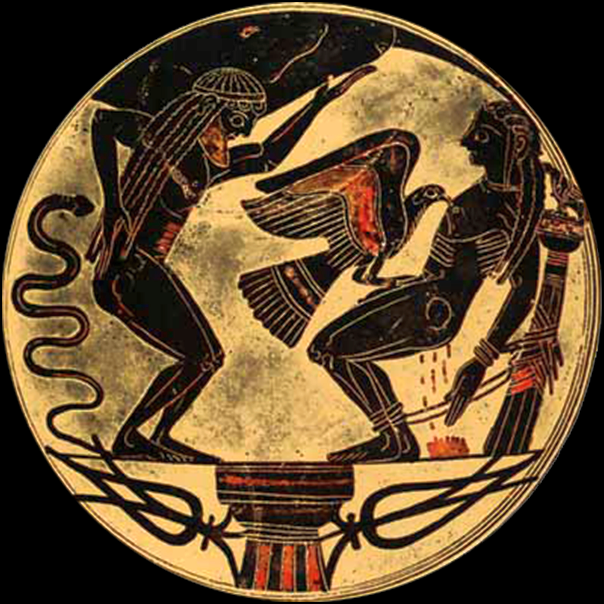
Suplicios de Atlas y de Prometeo, atado éste a una columna dórica, representados en una cílica de cerámica de figuras negras atribuidas al Pintor de Arcesilao (fl. 565 - 555 a. C.) La pieza fue hallada en Cerveteri (Roma), y se conserva en el Museo Gregoriano Etrusco.

En la mitología griega, Etón (Αἴϑων / Aíthōn: «águila»), el águila del Cáucaso, o el águila de Prometeo es un águila que atormentaba a Prometeo por órdenes de Zeus. No tiene nombre propio. 
Una fuente nos da tres posibilidades en cuanto a su abolengo, pues se dice nacida de Tifón y Equidna, o bien de la Tierra y el Tártaro, o incluso se dice que fue construida por las manos de Hefesto y luego Zeus le insufló vida.
 

Se dice que Prometeo modeló a los hombres con agua y tierra y les dio además el fuego, oculto en una férula, sin conocimiento de Zeus. Pero cuando este lo supo, ordenó a Hefesto que sujetara su cuerpo con clavos en el Cáucaso; este es un monte en Escitia. Prometeo estuvo allí encadenado muchos años: 
«A Prometeo abundante en recursos le ató con irrompibles ligaduras, dolorosas cadenas, que metió a través de una columna y lanzó sobre él su águila de amplias alas. Esta le comía el hígado inmortal y aquel durante la noche crecía por todas partes en la misma proporción que durante el día devoraba el ave de amplias alas. La mató Heracles, ilustre hijo de Alcmena de bellos tobillos y libró de su horrible tormento al Japetónida (Prometeo), dando fin a sus inquietudes no sin el consentimiento de Zeus Olímpico que reina en las alturas, sino para que la fama de Heracles, nacido en Tebas, fuera mayor todavía que antes sobre la tierra fecunda. Por estos anhelos favorecía a su muy ilustre hijo y, aunque irritado, calmó la cólera que antes tenía desde que Prometeo combatió la voluntad del muy poderoso Cronión». 
Otros refieren que el águila le devoraba el corazón, no el hígado, y que Heracles la mató treinta mil años más tarde.